# Los milagros de María
Los milagros de María (título original en checo, Hry o Marii) es una ópera con música de Bohuslav Martinů, compuesta en 1934.
A principios de los años 1930 Martinů se apartó de la obra de vanguardia francesa y comenzó a componer obras escénicas checas sobre temas nacionales. Esta obra es un ciclo de óperas con tema religioso. Son cuatro historias, cada una procedente de un área diferente. Se divide en dos partes, precedida cada una por un prólogo, en torno a la figura de la Virgen María.
El estreno mundial de la ópera tuvo lugar el 23 de febrero de 1935, sin la presencia de Martinů en el teatro de Brno, dirigida por Rudolf Walter y con Anthony Balatky de director.